# B–17 Flying Fortress
A B–17 Flying Fortress (magyarul „repülő erőd”) bombázót 1934-ben fejlesztette ki a Boeing cég az Amerikai Légierő számára. Az első repülési próbák 1935-ben, gyártása a következő évben kezdődött meg. A repülőgépből több mint 12 000 darabot készítettek. A bombázó becenevét a 11 db (G altípusnál már 13 db) 12,7 mm-es M2 Browning géppuskák által alkotott védelmi rendszer miatt kapta, aminek össztüzén keresztül az ellenséges vadászok alig tudtak átjutni. A második világháborúban minden fronton alkalmazták. Az amerikaiak a briteknek átadtak néhány darabot belőle. A védelmi rendszer gyenge pontja az orr-rész kialakítása volt. Kitapasztalása után a német vadászgépek rendre a szembetámadás taktikáját választották. Amennyiben a repülőgép dugóhúzóba esett, gyakorlatilag nem lehetett belőle kivenni, és nem lehetett elhagyni sem a centrifugális erő miatt. A gyártó csak 510 km/h sebességig garantálta a repülőgép repülés közbeni épségét, ezzel együtt erős szerkezete miatt jobb sérülésállósággal bírt a B–24 Liberatornál.
A leghíresebb B–17-es a Memphis Belle volt.
A háború után voltak olyan példányok, melyeket kereskedelmi célokra átalakítottak.

## Tervek és fejlesztések

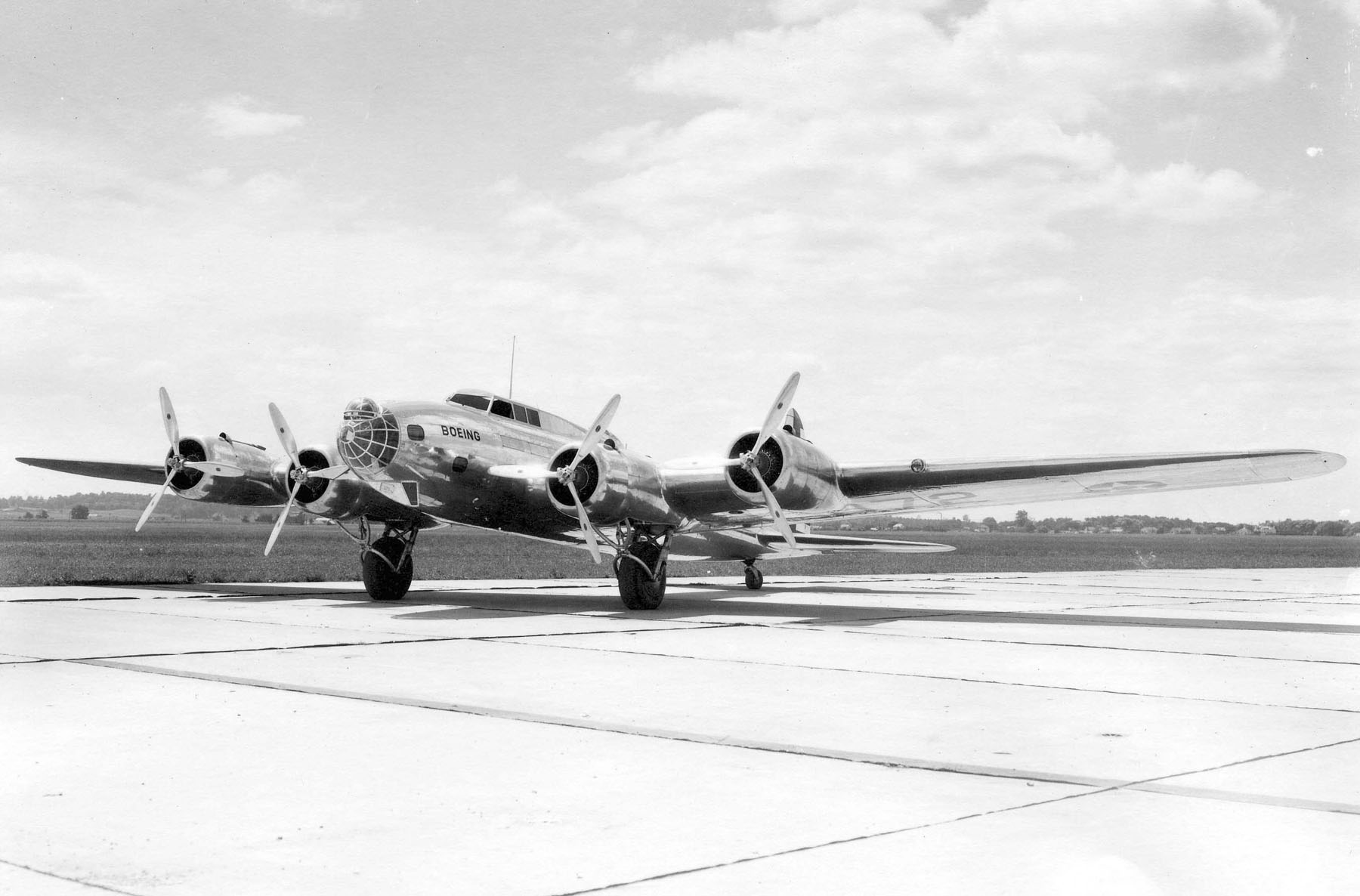
Model 299

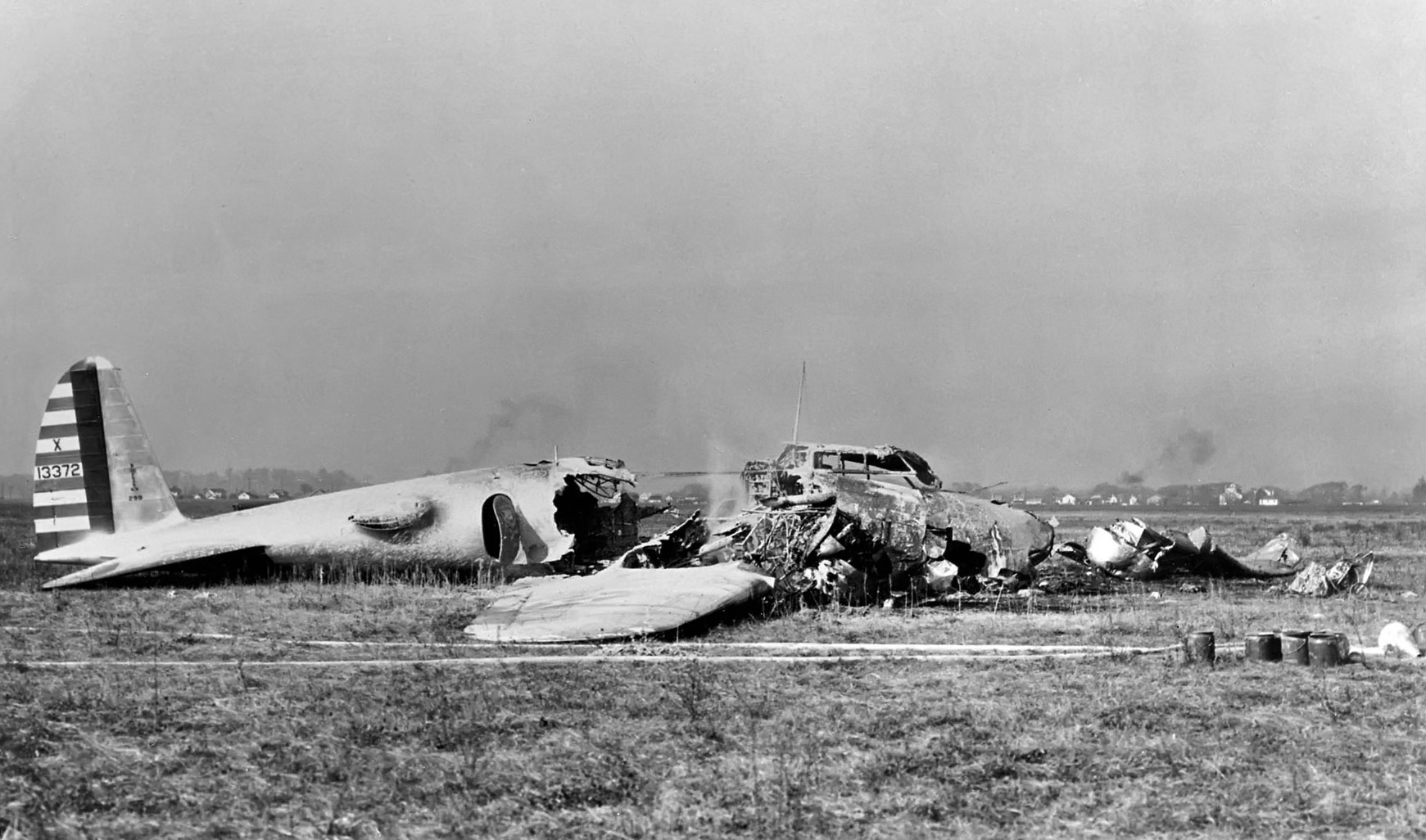
Az összetört gép

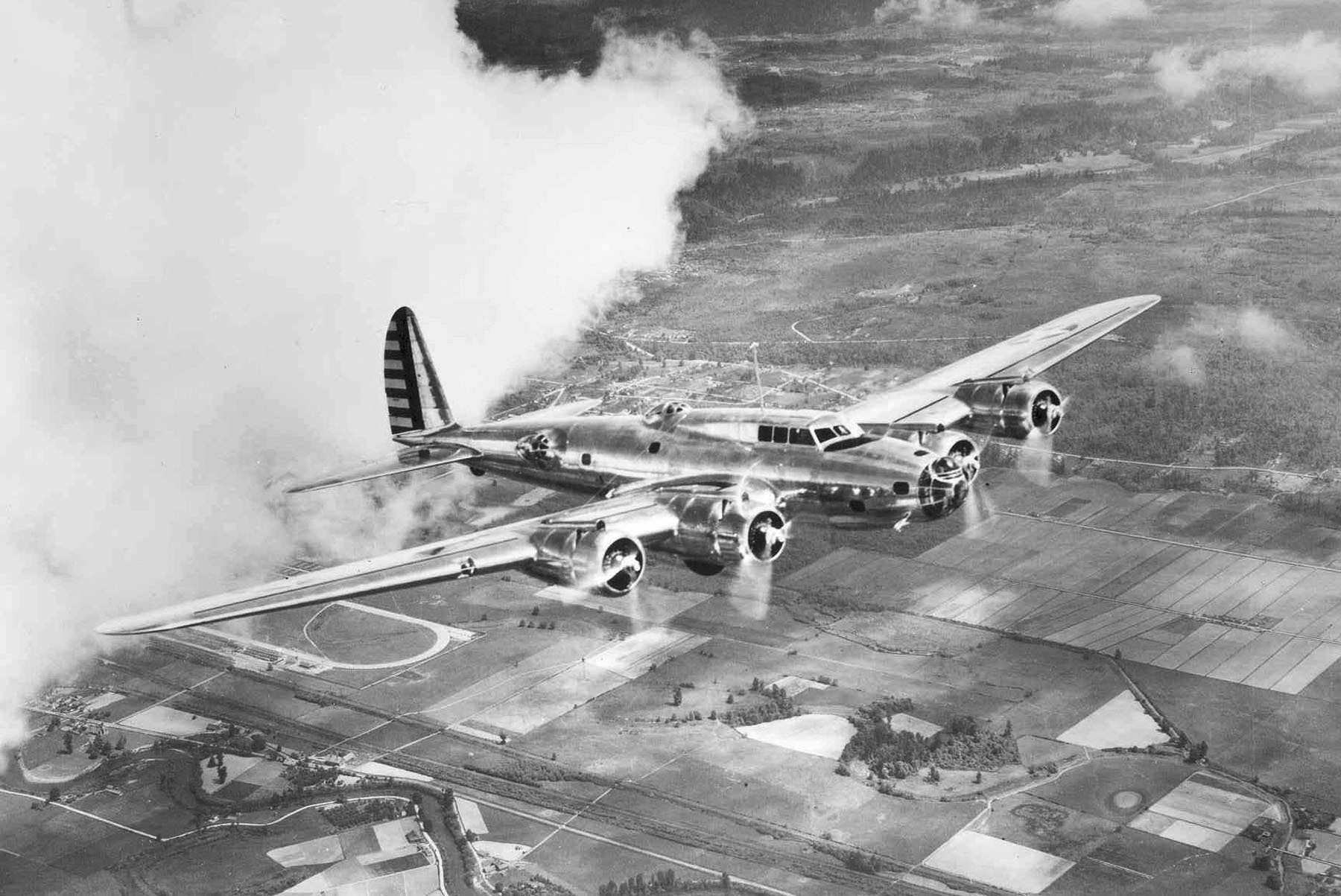
Y1B-17 repülés közben

1934. augusztus 8-án az Egyesült Államok légiereje beterjesztett egy indítványt egy új négymotoros bombázó építésére, hogy felváltsa a Martin B-10-est. Követelmények közt volt a 10 000 láb (kb. 3000 méter) magasságban való repülés 10 órán át, és a 320 km/h-s sebesség. A légierő egy olyan bombázót szeretett volna, amivel meg tudta volna erősíteni támaszpontjait Hawaiion, Panamában és Alaszkában. A versenyt egy "fly-off"-fal döntötték el az ohiói Daytonban. A Boeing a Douglas DB-1-gyel és a Martin Model 146-tal indult.
A B-17-es prototípust a Model 299-ből alakították át. Tervezői E. Gifford Emery és Edward Curtis Wells voltak. Ezt kombinálták a Boeing 247-es szállítógéppel és a Boeing XB-15 kísérleti bombázóval. A B-17 bombaterhelése 2200 kg volt, és még öt darab, 7,62 mm kaliberű gépágyúval is felszerelték. A 750 lóerőt Pratt & Whitney R-1690-es csillagmotorok biztosították.
A Model 299 első tesztrepülése 1935. július 28-án volt. A "Flying Fortress" (repülő erőd) nevet Richard Williams újságíró találta ki, amikor először meglátta a gépet. A Boeing gyorsan felismerte a névben rejlő sikert, ezért levédette.
A versenyen a Boeing terv sikert aratott. Frank Maxwell Andrews vezérőrnagy, aki a légierő főparancsnokságától volt jelen, felismerte, hogy a négymotoros gép sokkal hatékonyabb, mint a kétmotoros. Javaslatára a beszerzési osztály 65 darabot rendelt belőle.
A fejlesztési munkálatok tovább folytak. 1935. október 30-án az egyik tesztrepülés után a tesztpilóta elfelejtette behúzni a "féket". A gép elindult egy meredek dombon és összetört. A légierő vezérkara törölte a megrendelést, és 133 darab Douglas B-18 Bolót rendelt helyette.
Mindezek ellenére a főparancsnokság - egy törvényes kiskapun keresztül - rendelt 13 YB-17-et. A YB-17 jelentősen más volt, mint a Model 299. Például erőteljesebb Wright R-1820-39 csillagmotor került bele.
1937. március 1-je és augusztus 4-e között a cég leszállította a 13 darab Y1B-17-s bombázót a 2. bombázócsoportnak Virginiába. Mivel a bombázóknál előfordultak hibák, a cég elkezdte egy újabb, javított változat tervezését. 1939. január 1-jén a légierő átvette a B17A kombinációval jelölt gépeket.
1937 végén a légierő 10 másik, szélesebb kormányfelületekkel ellátott gépet is rendelt. Ezeket 1939 júliusa és 1940 márciusa között szállították le.
A Pearl Harbor elleni japán támadás előtt a hadsereg kevesebb, mint 200 géppel rendelkezett, de a háború alatt a termelés beindult és a B-17 az egyik leggyakoribb bombázó-repülőgép lett a hadszíntereken. Amikor 1945 májusában leállították a gyártást, 12 731 legyártott gép volt a statisztika.

## Történelem
A B-17-es első bevetéseit a második világháború alatt teljesítette. Először a Royal Air Force (Királyi Légierő), majd az Amerikai Egyesült Államok Légiereje keretében került bevetésre a német, és többek között magyar ipari célok ellen.
A háború alatt 32 tengerentúli bombázócsoportot szereltek fel ezzel a géppel. A ledobott bombák mennyisége 650 195 tonna volt, ebből 451 691 tonna európai célokra esett.

### A Királyi Légierő kötelékében
Amikor Anglia és ezzel együtt a Királyi Légierő belépett a második világháborúba, nem rendelkezett nehézbombázóval egészen 1941-ig. Ezért a RAF kötött egy megállapodást az Amerikai Légierővel, hogy 20 darab B17C-est ad el nekik. Ezek első bevetésére 1941. július 8-án került sor Wilhelmshaven bombázásakor.

## Fegyverzet
A repülőgép 2 olyan hibával is rendelkezett, amely problémák megoldását sajnos a bejelentések után is csak 1 évvel kezdték el kiküszöbölni. Az első az volt, hogy a gép hasán elhelyezkedő motorral forgatott gépágyúállás, amelyet a kezelő 2 pedállal irányított balra vagy jobbra forgatással, állandóan megszorult. A háromnegyed gömb alakú "ablakokkal" ellátott szerkezet kialakításánál a repülés aerodinamikai jellemzőit csak felületesen vették figyelembe. Nagyobb turbulenciák, főleg az oldalirányú lökéshullámok miatt a szerkezetet tartó fogazott gyűrűben szaladó kerék megszorult. Így a kezelő néha akár 3-5 percig is mozdulatlan maradt, és nem tudta az ellenséges vadászgépekre irányítani a "gömböt"! Így könnyen kilőhetővé vált, és a gépet sem tudta megvédeni az alulról jövő támadások ellen.
A második nagy problémát a bombázónyílás ajtajának megszorulása okozta. Előfordult, hogy az egyik, vagy olykor mindkét félajtó félúton megszorult. Ha ha ennek ellenére a bombákat tartó hevedereket kioldotta a bombázótiszt, a nagyobb nehézbombák leszakították azt az ajtószárnyat, amely be volt szorulva, esetleg mindkettőt. A sok bejelentés után elkezdték kijavítani ezeket a problémákat, de addigra már több mint 20 gép odaveszett. Nem annyira fontos, de azért lényeges volt a bombázótiszt által használt optikai célzóberendezés pontatlansága is, amelyet később kalibráltak és kijavítottak.
A zuhanó gépből való kiugrás teljesen más volt, mint más, sportkörnyezetben űzött ernyős ugrásoknál. Itt a zuhanó 4 motoros gép dőlésszöge és esetleges lassú pörgésbe fordulása akadályozta a kiugró személyt a gép biztonságos elhagyásában. Bekötött ugrásról beszélünk, ahol nem késleltetett kézi nyitási ugrásra volt lehetőség, hanem a gép plafonján futó fémkötélzetre kapcsolt kirántó zsinór a gépből való ugrás után 4 másodperccel kihúzta az ernyőt, és kinyitotta a kupolát. Ilyenkor az ugró, akit a menetszél hátrafelé sodort, nagyon könnyen fennakadhatott a gép szerkezeti elemein. Ha a gép zuhanás közben már forgott, az ugrás kész öngyilkosság volt.